# 2. česká fotbalová liga 2006/2007
Tento článek vypovídá o 2. fotbalové soutěži v Česku – o jejím čtrnáctém ročníku 2006/07.

## Konečná tabulka
| Poř. | Tým                      | Z  | V  | R  | P  | VG | OG | B  |
| ---- | ------------------------ | -- | -- | -- | -- | -- | -- | -- |
| 1.   | FK Viktoria Žižkov       | 30 | 19 | 7  | 4  | 55 | 23 | 64 |
| 2.   | Bohemians Praha 1905     | 30 | 18 | 6  | 6  | 47 | 21 | 60 |
| 3.   | 1. HFK Olomouc           | 30 | 16 | 5  | 9  | 40 | 28 | 53 |
| 4.   | SFC Opava                | 30 | 15 | 8  | 7  | 47 | 28 | 53 |
| 5.   | FC Vysočina Jihlava      | 30 | 14 | 9  | 7  | 49 | 26 | 51 |
| 6.   | FK Baník Sokolov         | 30 | 12 | 10 | 8  | 36 | 33 | 46 |
| 7.   | FC Hradec Králové        | 30 | 11 | 10 | 9  | 41 | 34 | 43 |
| 8.   | FK Chmel Blšany          | 30 | 11 | 5  | 14 | 27 | 33 | 38 |
| 9.   | FC Zenit Čáslav          | 30 | 11 | 4  | 15 | 34 | 48 | 37 |
| 10.  | FK Ústí nad Labem        | 30 | 10 | 7  | 13 | 41 | 44 | 37 |
| 11.  | Jakubčovice Fotbal       | 30 | 10 | 7  | 13 | 35 | 44 | 37 |
| 12.  | FC Vítkovice             | 30 | 8  | 8  | 14 | 31 | 50 | 32 |
| 13.  | FK Fotbal Třinec         | 30 | 10 | 2  | 18 | 21 | 42 | 32 |
| 14.  | FC Hlučín                | 30 | 6  | 11 | 13 | 24 | 34 | 29 |
| 15.  | SK Sigma Olomouc „B“     | 30 | 8  | 5  | 17 | 27 | 43 | 29 |
| 16.  | FC Dosta Bystrc-Kníničky | 30 | 7  | 4  | 19 | 22 | 46 | 25 |

Poznámky
- Z = Odehrané zápasy; V = Vítězství; R = Remízy; P = Prohry; VG = Vstřelené góly; OG = Obdržené góly; B = Body

|  | Postup do Gambrinus ligy 2007/08                                 |
|  | Sestup do ČFL 2007/08                                            |
|  | Sestup do MSFL 2007/08                                           |
|  | Přihlášení do I. A třídy Moravskoslezského kraje – sk. A 2007/08 |

## Soupisky mužstev

### FK Viktoria Žižkov
Peter Bartalský (27/0),
Aleš Hruška (3/0) –
Marek Bažík (6/0),
Lubomír Blaha (3/0),
Radek Bukač (15/5),
Róbert Demjan (25/4),
Pavel Eismann (14/1),
Pavel Grznár (18/0),
Adrián Guľa (15/2),
Jakub Hottek (8/0),
Milan Jambor (17/0),
Richard Kalod (28/6),
Radoslav Král (27/0),
Michal Kropík (7/1),
Tomáš Kučera (27/3),
Ondřej Kušnír (27/4),
Branislav Labant (20/1),
Tomáš Mrázek (1/0),
Jan Novotný (25/8),
Tomáš Petr (1/0),
Vladimír Pokorný (2/0),
Tomáš Procházka (23/1),
Luděk Stracený (21/4),
Marcel Šťastný (29/4),
Petr Švancara (15/9),
Adrian Vizingr (1/0) –
trenér Vladimír Skalba

### Bohemians Praha 1905
Jiří Havránek (4/0),
Radek Sňozík (28/0) –
Lukáš Adam (19/1),
Vladimír Bálek (15/7),
David Bartek (26/2),
Michal Dian (15/1),
Radek Divecký (6/0),
Eduard Formáček (1/0),
Ivan Hašek, (4/1),
Pavel Hašek (25/2),
Michal Held (8/0),
Daniel Kocourek (4/0),
Václav Kotrba (2/0), 
Martin Kotyza (24/3),
Tomáš Kulvajt (26/5),
Pavel Lukáš (29/4),
Lukáš Marek (26/1),
Lukáš Matůš (20/0),
Jan Moravec (1/1),
Jan Morávek (1/1),
Marek Nešpor (9/0),
Michal Pávek (13/3),
Karel Rada (16/0),
Jan Růžička (20/0),
Jiří Rychlík (15/1),
Dalibor Slezák (22/8),
Miloslav Strnad (1/0),
Milan Škoda (14/2),
Jan Uchytil (9/0),
Jiří Vágner (15/0) –
trenéři Zbyněk Busta a Václav Hradecký

### 1. HFK Olomouc
Petar Aleksijević (1/0),
Martin Doležal (28/0) –
Ângelo Marcos da Silva (13/2),
Tomáš Dadák (22/1),
Jaromír Grim (26/0),
Radek Janeček (12/0),
Jaroslav Josefík (25/3),
Igor Jurga (3/0),
Ondřej Kalvoda (22/0),
Tomáš Kazár (28/7),
David Korčián (22/3),
Martin Kotůlek (15/1),
Miloš Kropáček (6/5),
Peter Krutý (25/0),
Pavel Los (22/1),
Ivo Lošťák (28/2),
Jaromír Lukášek (14/1),
Jaromír Matěj (2/0),
Pavel Mráček (2/0),
Jaroslav Schindler (14/0),
Michal Spáčil (28/6),
Michal Ševela (16/2),
Vladimír Škuta (27/1) –
trenér Leoš Kalvoda, asistent Josef Mucha

### SFC Opava
Róbert Kovalík (8/0/2),
Otakar Novák (23/0/10) –
Milan Barteska (25/4),
Petr Cigánek (14/1),
Milan Halaška (14/3),
Josef Holčák (2/0),
Tomáš Janoviak (21/4),
Jan Jelínek (5/0),
Rostislav Kiša (23/3),
Jaroslav Kolínek (28/1),
Libor Kozák (15/8),
Radek Mezlík (20/4),
Radomír Müller (4/0),
Martin Neubert (1/0),
Zdeněk Partyš (15/2),
Jan Pejša (29/0),
Dušan Půda (26/5),
David Sedlář (6/0),
Michal Schreier (2/0),
Tomáš Sluka (21/3),
Pavel Šultes (14/3),
Martin Uvíra (3/0),
Radomír Víšek (26/1),
Robin Wirth (30/0),
Václav Zapletal (14/5),
Jan Žídek (4/0),
Jan Žurek (8/0) –
trenéři Petr Žemlík (1.–15. kolo) a Jiří Neček (16.–30. kolo)

### FC Vysočina Jihlava
Branislav Rzeszoto (21/0/9),
Petr Tulis (10/0/1) –
Libor Baláž (7/0),
Pavel Bartoš (11/0),
Tomáš Cihlář (23/1),
Ivan Čermák (11/0),
Michal Demeter (15/0),
Radim Ditrich (2/0),
Roman Drga (17/1),
Tomáš Dujka (8/0),
Petr Faldyna (30/15),
Theodor Gebre Selassie (11/1),
Radek Gorol (4/0),
Michal Kadlec (27/1),
Zdeněk Koukal (4/0),
Michal Lovětínský (27/4),
Jiří Malínek (17/1),
Michal Pacholík (9/1),
Tomáš Peteřík (11/1),
Michael Rabušic (14/3),
Ivo Svoboda (24/9),
Rostislav Šamánek (1/0),
Ondřej Šourek (27/1),
Vladimír Vácha (7/1),
Michal Veselý (24/2),
Jiří Vít (11/1),
Petr Vladyka (29/6),
Pavel Vojtíšek (3/0) –
trenér Milan Bokša

### FK Baník Sokolov
Jiří Bertelman (3/0),
Josef Kubásek (26/0),
David Šimon (1/0) –
Jakub Adam (8/0),
Milan Bakeš (12/0),
Martin Boček (17/1),
David Čada (12/0),
Jaroslav Dittrich (15/2),
František Dřížďal (23/2),
Jiří Gába (18/5),
Tomáš Glos (13/2),
Tomáš Hájovský (23/1),
Tomáš Huber (12/0),
Petr Jiráček (15/1),
Luděk Jón (1/0),
Michal Kocourek (10/1),
Zdeněk Koukal (14/3),
Michal Kubice (5/0),
František Kura (16/0),
Petr Mach (27/0),
Michal Mácha (9/0),
Jiří Mlika (26/3),
Pavel Němeček (29/2),
Michal Salák (28/8),
Radek Sláma (13/0),
Ondřej Szabo (10/0),
Petr Šorfa (29/3),
Pavel Vaigl (1/0) –
trenér Martin Pulpit

### SK Hradec Králové
Jiří Lindr (8/0),
Karel Podhajský (22/0) –
Tomáš Bouška (19/4),
Petr Čech (1/0),
Pavel Černý (29/6),
Oleh Duchnyč (11/4),
Pavel Dvořák (13/4),
Michal Ferčák (13/3),
Jan Filip (24/0),
Vladimír Gavula (5/0),
Jan Hable (4/0),
Tomáš Hašler (11/2),
Jakub Chleboun (12/1),
Petr Jiroušek (16/0),
Roman Jůn (12/1),
Vladimír Kanda (7/0),
Daniel Kaplan (18/0),
Vlastimil Karal (25/0),
Pavel Mezlík (11/2),
Paul Munster (13/6),
Ondřej Pacák (1/0),
Václav Pilař (27/2),
Marek Plašil (1/0),
Jiří Poděbradský (20/3),
David Přibyl (13/1),
Tomáš Rezek (15/0),
Josef Semerák (19/2),
Michal Šmarda (26/0),
Jakub Špidlen (9/0),
Radim Wozniak (14/0) –
trenéři Karel Krejčík (1.–7. kolo) a Luděk Klusáček (8.–30. kolo)

### FK Chmel Blšany
Jaroslav Beláň (3/0),
Filip Rada (14/0), 
Martin Svoboda (13/0) –
Andrei da Silva Camargo (11/2),
Martin Bednář (7/0),
Michal Benko (20/2),
David Bereš (6/0),
Lubomír Bogdanov (22/0),
Granit Caushaj (3/0),
David Čonka (13/0),
Jiří Fleišman (15/1),
Rudolf Hofmann (2/0),
Josef Hranička (1/0),
Lukáš Hudec (1/1),
Ladislav Jamrich (23/0),
Jiří Jedinák (23/0),
Jan Klesna (1/0),
Vlastimil Kožíšek (27/2),
Karel Krejčík (19/0),
Petr Loos (26/0),
Jiří Novotný (15/1),
Ali Osumanu (4/1),
Tomáš Pilař (11/0),
Jan Poláček (13/0),
Martin Psohlavec (11/4),
Antonín Rosa (12/2),
Ezequiel Horacio Rosendo (11/2),
Petr Řehák (1/0),
Michal Smejkal (15/5),
Jakub Süsser (4/0),
Ondřej Šiml (15/0),
Václav Štípek (11/2),
Vojtěch Trup (5/1),
Milan Zachariáš (22/0),
Jiří Zápotocký (1/0) –
trenér Přemysl Bičovský

### FC Zenit Čáslav
Jiří Malík (7/0),
Milan Švenger (22/0) –
Vladimír Bálek (14/1),
Michal Blažej (11/0),
Matěj Brabec (7/0),
Jan Broschinský (16/1),
Tomáš Dubský (8/0),
Bedřich Franc (5/0),
Patrik Gross (14/0),
Tomáš Haniak (28/3),
Martin Jirouš (25/4),
Michal Klesa (12/2),
Petr Kunášek (28/3),
Mário Kurák (24/5),
Lukáš Michal (7/0),
Peter Mráz (27/3),
Martin Pazdera (15/2),
Miroslav Podrazký (14/4),
Jiří Razým (9/0),
Pavel Sedláček (13/1),
Pavel Šíranec (21/1),
Martin Šrámek (26/0),
Aleš Urban (21/0),
Radek Vrážel (5/0),
Michal Zachariáš (16/2) –
trenér Luboš Zákostelský

### FK Ústí nad Labem
Zdeněk Divecký (2/0),
Radim Novák (28/0) –
Michal Dobroň (2/0),
Lukáš Dvořák (28/2),
Pavel Džuban (27/2),
Petr Fousek (27/9),
Jaroslav Fürbach (12/0),
Aleš Hanzlík (13/0),
Martin Hruška (25/2),
Pavel Karlík (20/1),
Jan Martykán (29/0),
František Mašanský (22/0),
Samir Merzić (6/0),
Tomáš Novák (29/7),
Lukáš Ohněník (15/4),
Vladislav Palša (12/0),
Matěj Pekár (4/1),
Josef Petřík (1/0),
Jiří Procházka (21/1),
Václav Sedlák (17/4),
Martin Sigmund (12/0),
Zdeněk Stárek (11/0),
Michal Šimek (1/0),
Tomáš Vondrášek (12/3),
Lukáš Zoubele (26/4) –
trenéři Václav Rys a Svatopluk Habanec

### Fotbal Jakubčovice
Štefan Kollár (8/0),
Jakub Plánička (2/0),
Jiří Pospěch (20/0) –
Jan Baránek (28/7),
Jan Daněk (28/0),
Karel Doležal (25/3),
Roman Fischer (26/1),
Adriano Guiducci (7/0),
František Hanus (25/4),
Roman Jahoda (5/0),
Marek Jandík (7/0),
Bronislav Jašurek (22/3),
David Kopta (13/1),
Ivo Krajčovič (10/0),
Jiří Krohmer (25/0),
Radek Kuděla (28/0),
Pavel Kunc (25/4),
David Langer (10/0),
David Mikula (26/1),
Martin Prohászka (25/6),
Jan Schreier (10/0),
Jan Svatonský (23/3),
Bohuslav Škopek (1/0),
Jan Vondra (12/0) –
trenéři Alois Grussmann (1.–15. kolo) a Günter Bittengel (16.–30. kolo)

### FC Vítkovice
Marián Kello (28/0),
Tomáš Vaclík (3/0) –
Václav Cverna (6/0),
Miroslav Černý (27/8),
Radim Derych (19/1),
David Fromelius (5/1),
Tomáš Hejdušek (22/0),
Martin Hromkovič (13/1),
Tomáš Jakus (23/3),
Marek Jandík (15/4),
Jaroslav Kašpar (4/0),
Nikolajs Kozačuks (8/0),
Jan Kroker (12/0),
Jaroslav Lakomý (7/1),
Lubomír Langer (5/0),
Tomáš Mikulenka (29/0),
Martin Motyčka (14/2),
Rudolf Novák (14/2),
Radek Opršal (14/0),
Petr Pavlík (6/1),
Rastislav Planeta (3/0),
Jan Plešek (1/0),
Vladimír Pokorný (19/1),
David Pražák (8/0),
David Rybařík (1/0),
Daniel Rygel (14/0),
Filip Samsonek (9/0),
Zdeněk Staněk (9/0),
Leoš Švancer (1/0),
Martin Švec (27/3),
Martin Třasák (13/0),
Josef Valášek (15/2),
Marian Vavruš (9/0),
Martin Živný (5/0) –
trenéři Václav Daněk (1.–15. kolo) a Alois Grussmann (16.–30. kolo)

### SK Železárny Třinec
Václav Bruk (2/0/0),
Jozef Vreštiak (28/0/11) –
František Brezničan (19/1),
Miroslav Ceplák (26/3),
Zdeněk Cieslar (23/0),
Marek Čelůstka (25/0),
Michael Hupka (17/0),
Radek Janeček (15/0),
Aleš Kluz (18/0),
Kamil Kořínek (29/3),
Jiří Lachowicz (11/0),
Edvard Lasota (11/0),
Petr Lisický (13/0),
Karel Maceček (25/4),
Pavel Malíř (30/2),
Ivan Martinčík (24/2),
Jaromír Matěj (10/0),
Patrik Miko (19/0),
Jakub Pindor (22/2),
Radek Szmek (25/2),
Marek Vavruša (24/2) –
trenéři Pavel Hajný (1.–22. kolo) a Miroslav Čopjak (23.–30. kolo)

### FC Hlučín
Michal Kosmál (20/0),
Miroslav Valach (11/0) –
Petr Bogdaň (24/1),
Martin Dombi (26/2),
Martin Hanus (23/8),
Jan Havlíček (13/0),
Zsolt Hornyák (22/1),
Michal Chlebek (7/0),
Lubomír Langer (9/1),
Marcel Melecký (22/1),
Vladimír Mišinský (13/1),
Ján Moravčík (12/0),
Petr Novosad (9/0),
Michal Ondráček (2/0),
Michal Prokeš (26/0),
Radim Sáblík (20/1),
Zdeněk Skotnica (22/2),
Filip Štýbar (19/1),
Roman Švrček (20/0),
Jozef Tirer (8/0),
Martin Tomáš (14/0),
Miroslav Tóth (14/3),
Petr Veselý (20/1),
David Volek (10/0),
Petr Žižka (27/1) –
trenér Erich Cviertna

### SK Sigma Olomouc „B“
Tomáš Černý (15/0),
Tomáš Lovásik (4/0),
Pavel Štěpán (3/0),
Petr Švéda (1/0),
Jan Vojáček (8/0) –
Daniel Barcal (12/1),
Jiří Barcal (9/0),
Lukáš Bodeček (11/0),
Vlastimil Fiala (2/0),
René Formánek (2/0),
Radek Hochmeister (3/0),
Martin Horáček (2/0),
Lukáš Horák (6/0),
Tomáš Hořava (11/2),
Tomáš Hrdlovič (23/1),
Vladimír Hrubý (10/1),
Michal Hubník (1/0),
Martin Hudec (9/0),
Aleš Chmelíček (11/1),
Tomáš Janotka (8/0),
Marek Kaščák (3/0),
Petr Kobylík (8/1),
Martin Komárek (9/0),
Radim Kopecký (23/0),
Radim König (8/0),
Ivo Krajčovič (8/0),
Martin Král (12/0),
Martin Lička (11/0),
Melinho (4/0),
Lukáš Michalčák (2/0),
Radim Nepožitek (17/1),
Tomáš Nuc (1/0),
Vladimír Peška (9/0),
Jakub Petr (12/2),
Martin Pulkert (11/1),
David Rojka (1/0),
Filip Rýdel (4/0),
Tomáš Řehák (22/2),
Jan Schulmeister (22/0),
Vojtěch Schulmeister (9/3),
Tomáš Stroupek (9/0),
Martin Šalamoun (25/4),
Peter Šedivý (2/0),
Aleš Škerle (9/2),
Vojtěch Štěpán (7/2),
Pavel Šultes (11/2),
Michal Vepřek (8/0) –
trenéři Augustin Chromý a Jiří Balcárek

### FC Dosta Bystrc-Kníničky
Michal Drápela (5/0/0),
Vlastimil Hrubý (25/0/5) –
Lukáš Bajer (26/2),
Vítězslav Bárta (1/0),
Michal Belej (13/1),
Martin Bielik (11/0),
Lukáš Hlavatý (13/0),
Zdeněk Houšť (25/0),
Martin Janíček (12/0),
Ladislav Jirásek (16/0),
Martin Kalina (5/4),
Martin Kasálek (14/1),
Pavel Kašpar (1/0),
Pavel Krejčíř (28/1),
Zdeněk Látal (10/0),
Vanja Logara (14/0),
Jakub Mičko (1/0),
Ivo Michal (23/1),
Tomáš Mrázek (20/1),
Lukáš Nechvátal (25/1),
Nenad Novaković (11/0),
Jan Pánek (1/0),
Lubor Selucký (1/0),
Aleš Schuster (20/1),
Pavel Simr (9/3),
Radomír Směja (1/0),
Roman Smutný (27/4),
Jiří Solomon (1/0),
Michal Ševčík (11/1),
Pavel Šustr (1/0),
Tomáš Veselovský (11/0),
Pavel Vojtíšek (12/0),
Stanislav Zedníček (18/0),
Jiří Žvanut (1/0) –
trenéři Tibor Duda (1.–6. kolo) a Oldřich Machala (7.–30. kolo)